# Dioscorea castilloniana
Dioscorea castilloniana là một loài thực vật có hoa trong họ Dioscoreaceae. Loài này được Hauman mô tả khoa học đầu tiên năm 1927.